# Сытов, Иван Никитович
Ива́н Ники́тович Сытов (13 июня 1916, Липовка, Саратовская губерния — 16 октября 1943, Запорожье) — лётчик-ас, заместитель командира эскадрильи 5-го гвардейского истребительного авиационного полка 207-й истребительной авиационной дивизии 3-го смешанного авиационного корпуса 17-й воздушной армии, участник Великой Отечественной войны, Герой Советского Союза. На момент присвоения звания Героя — гвардии лейтенант.

## Биография
Родился 13 июня 1916 года в селе Липовка (ныне — Базарно-Карабулакского района Саратовской области). Член ВКП(б) с 1943 года. В 1931 году, после смерти отца, переехал в Астрахань. Окончил школу фабрично-заводского ученичества, работал токарем на заводе, одновременно учился в аэроклубе.
В Красной Армии с 26 декабря 1938 года. В 1940 году окончил 7-ю Сталинградскую военную авиационную школу лётчиков. Служил в ней лётчиком-инструктором. В годы Великой Отечественной войны — с 19 ноября 1942 по октябрь 1943 года — сражался на Юго-Западном фронте. Принимал участие в Сталинградской битве и освобождении Левобережной Украины. Был лётчиком, командиром звена, заместителем командира эскадрильи.
Указом Президиума Верховного Совета СССР от 8 сентября 1943 года за 150 успешных боевых вылетов и 19 лично сбитых самолетов противника и проявленные при этом мужество и высокое летное мастерство гвардии лейтенанту Сытову Ивану Никитовичу присвоено звание Героя Советского Союза с вручением ордена Ленина и медали «Золотая Звезда». 16 октября 1943 года командир эскадрильи старший лейтенант И. Н. Сытов погиб, совершив таран истребителя противника.

Бюст Сытову И. Н. в Базарном Карабулаке

К моменту гибели выдающегося аса на его счету были 25 сбитых лично и 3 в группе самолётов противника.
Похоронен в городе Запорожье на Капустяном кладбище. На могиле героя установлен памятник.

## Память
- Именем Героя названы улица и школа в Запорожье.
- В селе Липовка на родине героя установлена мемориальная плита, одна из улиц села названа в честь Сытова, к 70-летию Великой победы в мае 2015 года МБОУ «СОШ с. Липовка» была переименована в МБОУ «СОШ имени Героя Советского Союза И. Н. Сытова с. Липовка», 6 мая 2015 года в школе состоялась торжественная церемония открытия мемориальной доски в память о Герое Советского Союза Сытове Иване Никитовиче.

## Награды
Награждён орденами Ленина, Красного Знамени, Отечественной войны 1-й степени и медалью «За оборону Сталинграда».